# Rosa Elena Cornejo Pazmiño
Rosa Elena Cornejo Pazmiño (11 tháng 12 năm 1874 - 24 tháng 10 năm 1964) là một nữ tu người Ecuador của Giáo hội Công giáo Rôma, còn được gọi với cái tên María Francisca de las Llages sau khi trở thành nữ tu. Bà đã thành lập tổ chức Những người truyền giáo Phanxicô của Immaculata.
Giáo hoàng Biển Đức XVI đã công nhận đời sống đức hạnh anh hùng của bà và công nhận tôn phong bà danh hiệu Đấng đáng kính vào ngày 20 tháng 12 năm 2012. Một phép lạ do bà cầu bầu và cần thiết cho việc tuyên phong chân phước của bà hiện đang được điều tra.

## Đời sống
Rosa Elena Cornejo Pazmiño sinh ngày 11 tháng 12 năm 1874 tại Quito đến Jose Cornejo. Bà được cử hành nghi thức rửa tội sau khi sinh.
Mẹ bà đã nuôi dưỡng, cho bà được học và sau đó việc học tập nghiên cứu của bà đã được giao cho các nữ tu. Năm 1884, bà lãnh nhận nghi thức Rước lễ lần đầu. Mẹ bà sau đó qua đời năm 1893. Bà là một trong số nhiều cô gái là học sinh lớp Phanxicô và làm thực hiện nghi thức khấn của mình vào ngày 5 tháng 6 năm 1902. Năm 1913, bà đã thành lập Hội truyền giáo Phanxicô Immaculata - là một nhánh của Dòng Phanxicô. Bà đảm nhiệm vai trò Tổng quản vào năm 1936.
Năm 1950, bà đi đến Roma để dự lễ phong thánh Mariana de Jesús Paredes đồng thời cũng tìm kiếm sự chấp thuận của Giáo hoàng Piô XII cho dòng tu bà lập. Là một người hành hương dòng Phanxicô, bà đi đến Assisi. Dòng tu do bà lập sau đó nhận sự chấp thuận theo sắc lệnh Giáo hoàng Gioan XXIII ký ngày 12 tháng 4 năm 1962.
Bà qua đời vào ngày 24 tháng 10 năm 1964.